# Thailands herrlandslag i fotboll

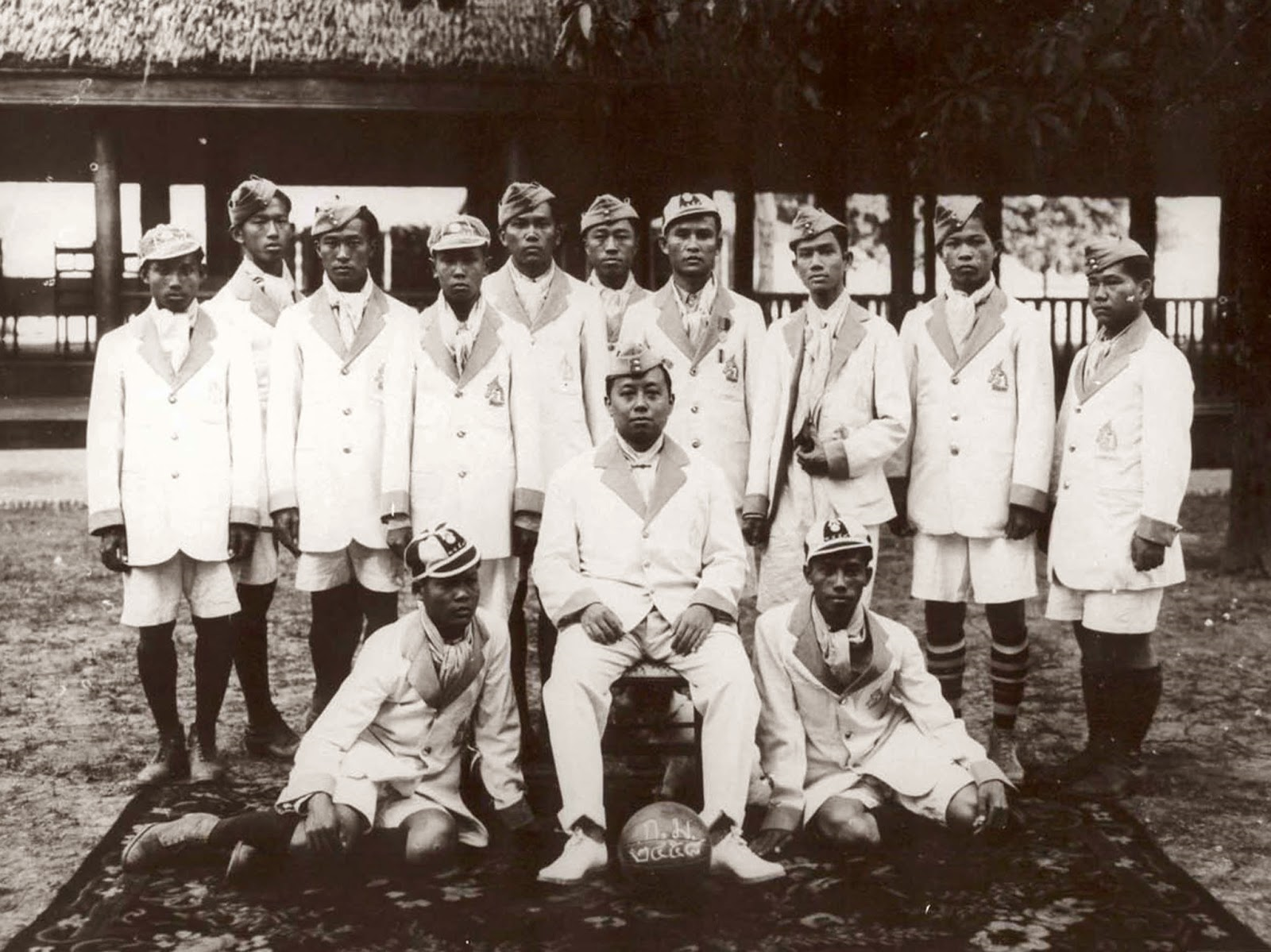
King Vajiravudh Rama VI, the founder of the Football Association of Thailand.

Thailands fotbollslandslag representerar Thailand i fotboll.
Laget kom trea i Asiatiska mästerskapet i fotboll 1972. De har deltagit i OS två gånger och i Asiatiska spelen fyra gånger. Laget är ett av de dominerande i Sydostasien, och har vunnit AFF-mästerskapet 1996, 2000, 2002, 2014 och 2016.

## Historia

### 1915-1995
Laget började spela 1915, då som Siams landslag. Den 25 april 1916 skapades Siams fotbollsförbund av kung Vajiravudh. 1930 spelade laget sin första internationella match mot Indokinas landslag, vilket inkluderade sydvietnamesiska och franska spelare. 1949 bytte Siams landslag namn när Siam blev Thailand.
Thailand har varit med i OS två gånger. Första gången var vid OS i Melbourne 1956, där de förlorade sin enda match mot Storbritannien med 9-0. Laget var därefter med i OS 1968, vilket resulterade i en förlust mot Bulgarien med 0-7, förlust mot Guatemala med 1-4 och även en förlust mot Tjeckoslovakien med 0-8.
1972 var Thailand värd för AFC Asian Cup och slutade på en tredje plats i turneringen.
Laget vann King's Cup 1976, de delade titeln med Malaysia efter 1-1 i finalmatchen.
1994 skapade Thailand ASEAN fotbollsförbundet med 9 länder som ligger i Asien. Sen bjöd Thailand många stora klubbar hela världen för att spela matcher med Thailands fotbollslaget som t.ex. Porto, Inter, Boca Juniors, och många fler.

### 1996-2008
År 1996 besegrade Thailand Malaysia med 1-0 och vann ASEAN Football Championship (senare kallad Tiger Cup) för första gången.
2007 AFC Asian Cup, hölls från 7-29 juli 2007, med för första gången i fyra länder som värdar för turneringen: Thailand, Malaysia, Indonesien och Vietnam.

## Anmärkningslista
1. ↑  SIA som Siam.